# Phlomis
- Commons
- Wikispecies

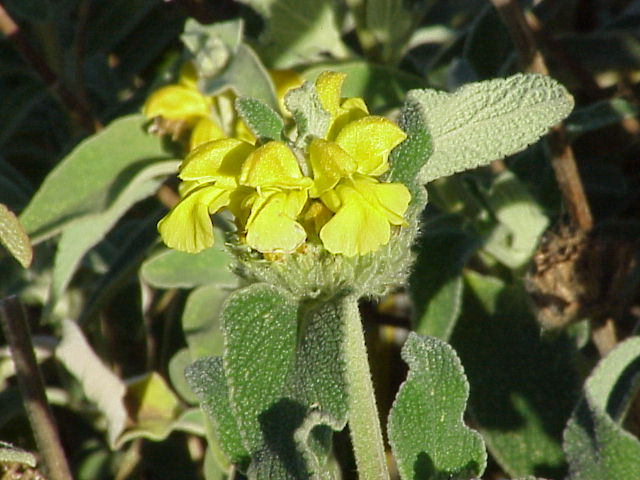
Phlomis fruticosa.

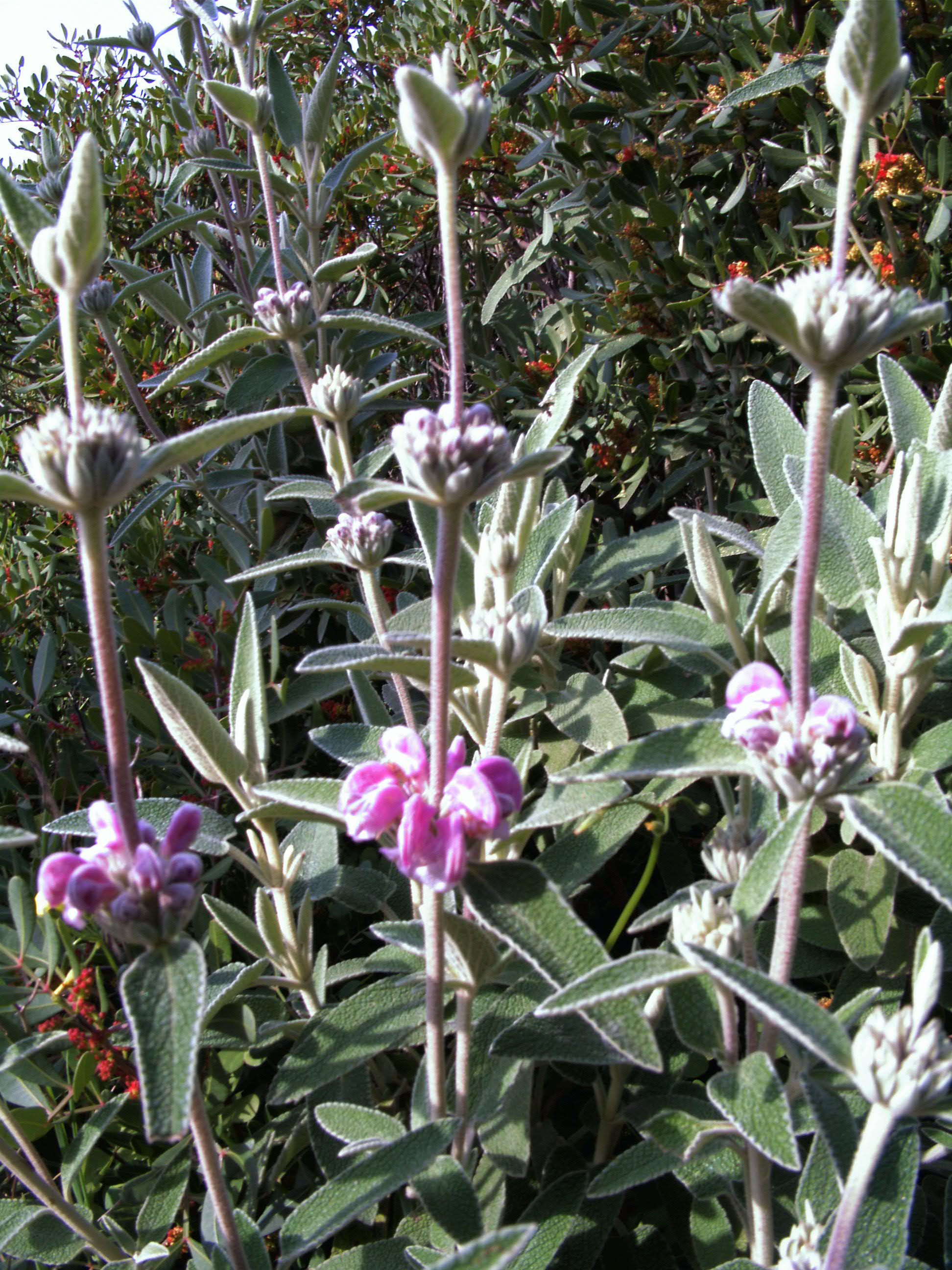
Phlomis pupurea.

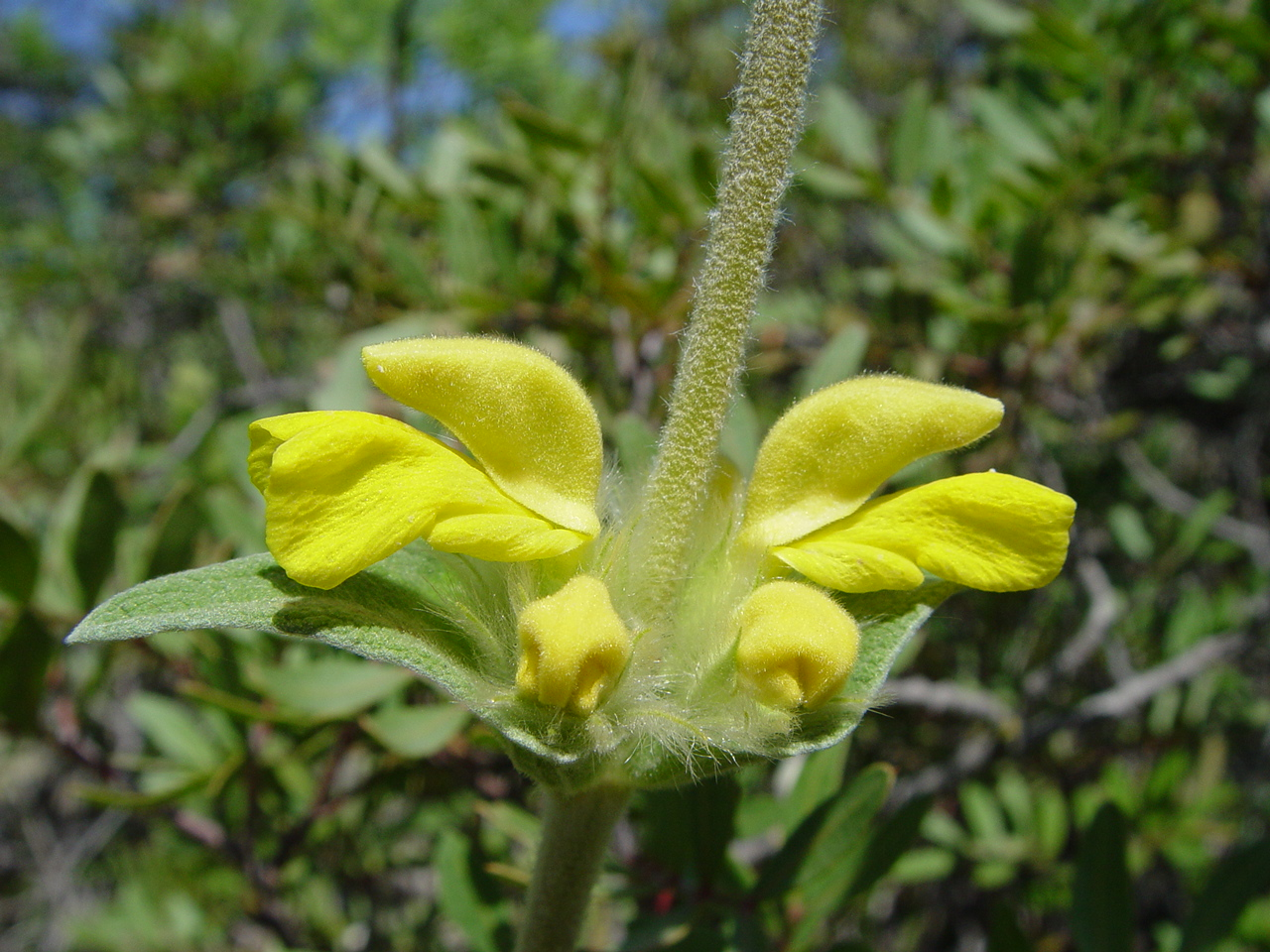
Phlomis lychnitis.

Phlomis L. é um gênero botânico da família Lamiaceae, encontrados na região do Mediterrâneo e Ásia.

## Sinonímia
- Lamiophlomis Kudô
- Phlomoides Moench

## Espécies
Phlomis admirabilis Phlomis africana Phlomis agraria
Phlomis alaica Phlomis alba Phlomis alberti
Phlomis albiflora Phlomis almijarensis Phlomis alpina
Phlomis amanica Phlomis ambigua Phlomis anatolica
Phlomis angrenica Phlomis angustifolia Phlomis angustissima
Phlomis anisodonta Phlomis antiatlantica Phlomis armeniaca
Phlomis aspera Phlomis atropurpurea Phlomis aucheri
Phlomis aurea Phlomis bailanica Phlomis balearica
Phlomis barrelieri Phlomis bertrami Phlomis betonicifolia
Phlomis betonicoides Phlomis bicolor Phlomis biflora
Phlomis biloba Phlomis bourgaei Phlomis bovei
Phlomis brachyodon Phlomis brachystegia Phlomis bracteata
Phlomis bracteosa Phlomis brevibracteata Phlomis brevidentata
Phlomis breviflora Phlomis brevilabris Phlomis bruguieri
Phlomis brunneogaleata Phlomis bucharica Phlomis burmanica
Phlomis caballeroi Phlomis caballerui Phlomis cachemeriana
Phlomis calycina Phlomis cancellata Phlomis canescens
Phlomis capensis Phlomis capitata Phlomis caribaea
Phlomis carica Phlomis cashmeriana Phlomis cashmirica
Phlomis caucasica Phlomis cephalotes Phlomis chimerae
Phlomis chinensis Phlomis chinghoensis Phlomis chorassanica
Phlomis chrysophylla Phlomis ciliata Phlomis clandestina
Phlomis clusii Phlomis collina Phlomis composita
Phlomis condensata Phlomis congesta Phlomis cordata
Phlomis coriacea Phlomis cretica Phlomis crinita
Phlomis cuneata Phlomis cyclodon Phlomis cymifera
Phlomis cypria Phlomis damascena Phlomis decemdentata
Phlomis dentosa Phlomis desertorum Phlomis dichroa
Phlomis diffusa Phlomis dimidiata Phlomis discolor
Phlomis drobovii Phlomis dszumrutensis Phlomis elliptica
Phlomis elongata Phlomis eriostoma Phlomis esculenta
Phlomis esquirolii Phlomis ferganensis Phlomis ferruginea
Phlomis fimbriata Phlomis fimbrilligera Phlomis flaccida
Phlomis flavescens Phlomis floccosa Phlomis forrestii
Phlomis franchetiana Phlomis fruticosa Phlomis ghilanensis
Phlomis ghilanica Phlomis glabrata Phlomis glandulifera
Phlomis glandulosa Phlomis gracilis Phlomis grandiflora
Phlomis haussknechti Phlomis herba Phlomis herba venti
Phlomis herba-venti Phlomis hirsuta Phlomis hirta
Phlomis hissarica Phlomis hypanica Phlomis hypoleuca
Phlomis hypanica Phlomis hypoleuca Phlomis iberica
Phlomis imbricata Phlomis inaequalisepala Phlomis inderiensis
Phlomis indica Phlomis integrifolia Phlomis italica
Phlomis jailicola Phlomis javanica Phlomis jeholensis
Phlomis kansuensis Phlomis kawaguchii Phlomis knorringiana
Phlomis kopetdaghensis Phlomis koraiensis Phlomis kotschyana
Phlomis kuegleriana Phlomis kurdica Phlomis laciniata
Phlomis lamiiflora Phlomis lamiifolia Phlomis lanata
Phlomis lanceolata Phlomis lanigera Phlomis latifolia
Phlomis lenkoranica Phlomis leonitis Phlomis leonurus
Phlomis leucophracta Phlomis likiangensis Phlomis linearifolia
Phlomis linearis Phlomis linifolia Phlomis longicalyx
Phlomis longifolia Phlomis lunarifolia Phlomis lunariifolia
Phlomis lychnitis Phlomis lycia Phlomis macrophylla
Phlomis majkopensis Phlomis major Phlomis malacitana
Phlomis maeotica Phlomis maroccana Phlomis martinicensis
Phlomis marrubioides Phlomis mauritanica Phlomis maximowiczii
Phlomis maximowizii Phlomis medicinalis Phlomis megalantha
Phlomis melanantha Phlomis membranifolia Phlomis mesopotamica
Phlomis micrantha Phlomis microphylla Phlomis milingensis
Phlomis mollis Phlomis moluccana Phlomis moluccoides
Phlomis mongolica Phlomis monocephala Phlomis montana
Phlomis muliensis Phlomis nana Phlomis nepetaefolia
Phlomis nepetifolia Phlomis nissolii Phlomis nubilans
Phlomis nutans Phlomis nyalamensis Phlomis nympharum
Phlomis obliqua Phlomis oblongata Phlomis oblongifolia
Phlomis octodentata Phlomis ocymifolia Phlomis olgae
Phlomis olivieri Phlomis oppositiflora Phlomis oreophila
Phlomis orientalis Phlomis ornata Phlomis ostrowskiana
Phlomis pachyphylla Phlomis pallida Phlomis paohsingensis
Phlomis pararotata Phlomis parviflora Phlomis parvifolia
Phlomis pedunculata Phlomis persica Phlomis physocalyx
Phlomis pichleri Phlomis pilosa Phlomis platystegia
Phlomis pluckenetii Phlomis polioxantha Phlomis polymorpha
Phlomis portae Phlomis pratensis Phlomis pseudopuogens
Phlomis puberula Phlomis pungens Phlomis purpurea
Phlomis pygmaea Phlomis regelii Phlomis repens
Phlomis repetifolia Phlomis reticulata Phlomis rigida
Phlomis rodontia Phlomis rotata Phlomis rotundifolia
Phlomis rozaliae Phlomis rugosa Phlomis ruptilis
Phlomis russeliana Phlomis sagittata Phlomis salicifolia
Phlomis salviaefolia Phlomis salvifolia Phlomis samia
Phlomis scariosa Phlomis schwarzii Phlomis scythica
Phlomis seticalycina Phlomis setifera Phlomis setigera
Phlomis sewerzowi Phlomis shepardi Phlomis sibirica
Phlomis sieberi Phlomis sieheana Phlomis similis
Phlomis simplex Phlomis sinensis Phlomis sintenisii
Phlomis souliei Phlomis speciosa Phlomis spectabilis
Phlomis spica Phlomis spinidens Phlomis spinosa
Phlomis stenocalyx Phlomis stepposa Phlomis stewartii
Phlomis stricta Phlomis strigosa Phlomis superba
Phlomis syriaca Phlomis szechuanensis Phlomis tarsensis
Phlomis tathamiorum Phlomis tatsienensis Phlomis taurica
Phlomis tenorei Phlomis tenuis Phlomis thapsoides
Phlomis tibetica Phlomis tomentosa Phlomis trineura
Phlomis trullenquei Phlomis tschimganica Phlomis tuberosa
Phlomis turkestana Phlomis tuvinica Phlomis tytthaster
Phlomis umbrosa Phlomis uniceps Phlomis urodonta
Phlomis urticifolia Phlomis vavilovii Phlomis ventosa
Phlomis virens Phlomis viridis Phlomis viscosa
Phlomis wangii Phlomis woroschilovii Phlomis younghushandii
Phlomis zenaidae Phlomis zeylanica Phlomis Hybriden
- «Lista completa»

## Classificação do gênero
| Sistema | Classificação                        | Referência               |
| ------- | ------------------------------------ | ------------------------ |
| Linné   | Classe Didynamia, ordem Gymnospermia | Species plantarum (1753) |